# Oligoenoplus variicornis
Oligoenoplus variicornis là một loài bọ cánh cứng trong họ Cerambycidae.